# Френсіс Альда

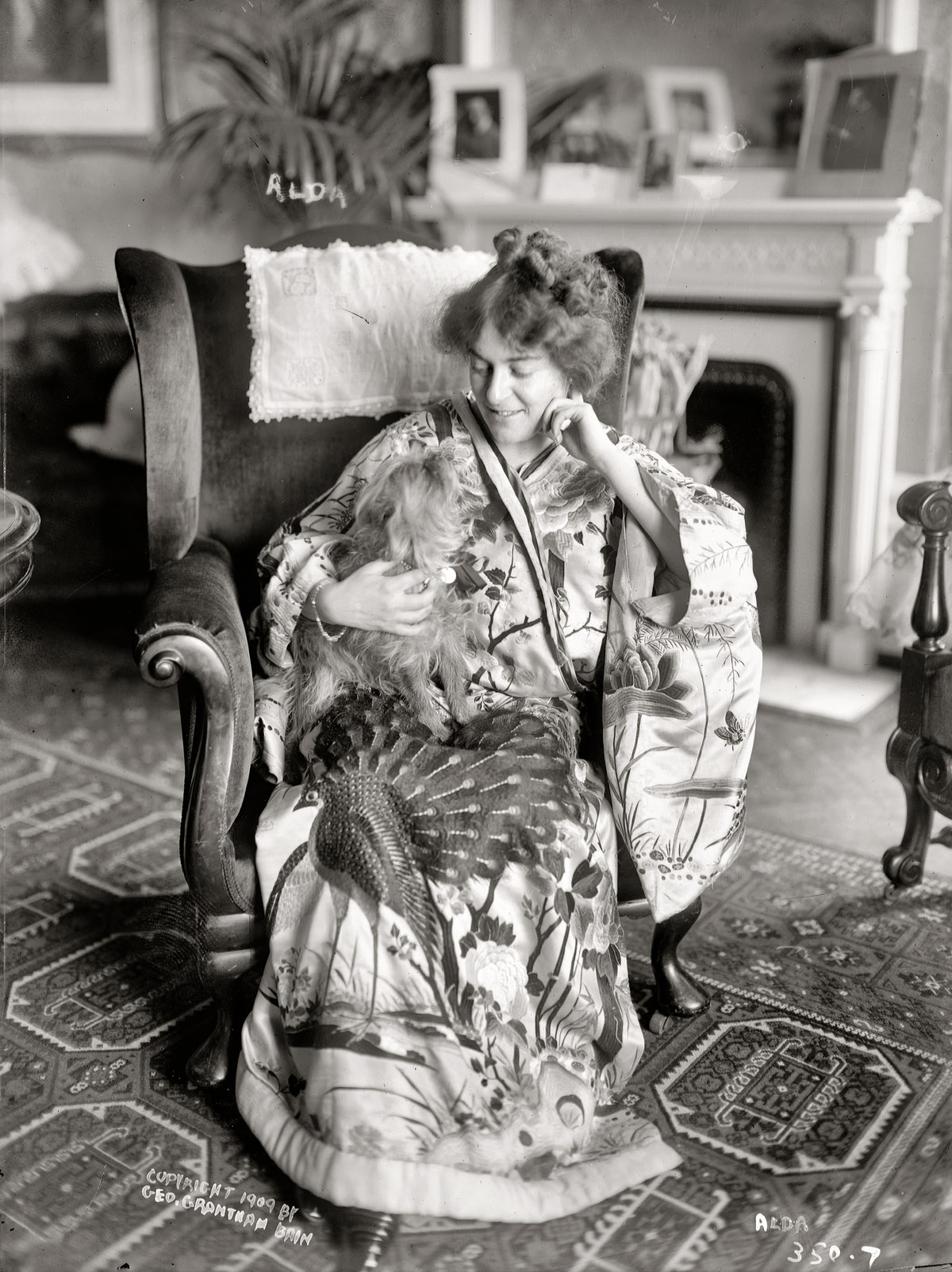
Френсіс Альда відпочиває після виходу на сцену, 1909 рік

Френсіс Девіс Алда (31 травня 1879 — 18 вересня 1952) — співачка з оперним сопрано. Народилася в Новій Зеландії, виросла в Австралії. Здобула славу протягом перших трьох десятиліть 20-го століття завдяки чудовому голосу, довершеній техніці виконання та партнерським відносинам на сцені Метрополітен-опера, Нью-Йорк, з Енріко Карузо.

## Кар'єра
Фанні Джейн Девіс — справжнє ім'я співачки, народилася у Крайстчерчі, Нова Зеландія, 31 травня 1879 року в родині Девіда Девіса та Леонори Сімонсен.
Мати, Леонора, багатообіцяюча співачка з музичної родини, у вересні 1880 року розлучилася з Девідом і відновила свою співочу кар'єру. Фанні провела свої ранні роки, подорожуючи з матір'ю під час її оперних гастролей. У 1883 році, після невдалих виступів в Австралазії мати відвезла Фанні та її молодшого брата до Сан-Франциско, штат Каліфорнія. Незабаром після повторного одруження з Германом Адлером, Леонора Девіс 29 грудня 1884 року померла від перитоніту в Сан-Франциско. Після смерті матері Фанні відправили жити до бабусі й дідуся по материнській лінії, Мартіна та Фанні Сімонсен, у Мельбурн, штат Вікторія, Австралія .

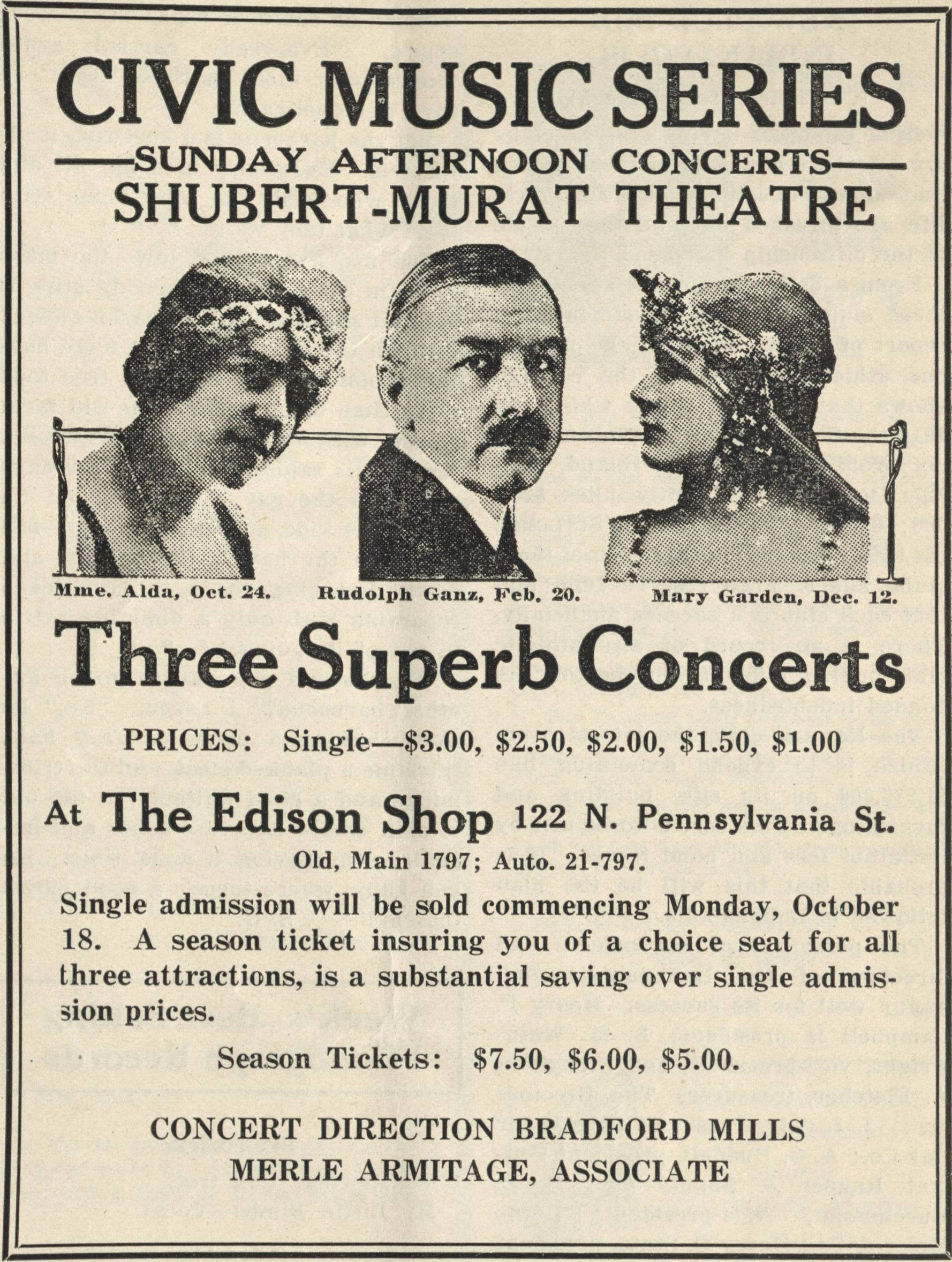
Газетна реклама 1920 року про концерт Алда в театрі Мурата в Індіанаполісі, США.

Перш ніж покинути Австралію, у віці 22 років вона співала в постановках Гілберта і Саллівана в Мельбурні, щоб мати кошти на навчання та продовжити міжнародну співочу кар'єру. Після отримання уроків в Парижі від відомого педагога по вокалу Матільди Маркезі, яка знайшла для неї її сценічне ім'я, Альда в 1904 році дебютувала в Опері-Комік в ліричній опері Жюля Массне Манон. Вона з'явилася в Королівському оперному театрі Ковент-Гарден в 1906 році, а в Ла Скала — протягом сезонів 1906-08 років.
У 1908 році колишній імпресаріо Ла Скала Джуліо Гатті-Казацца став директором Метрополітен-опера. 7 грудня 1908 року там дебютувала Альда. 4 квітня 1910 року Альда і Гатті-Казацца одружилися. Згідно American Art News (Нью-Йорк, 19 березня 1910), Адольфо Мюллер-Урі малював Альду незадовго до її одруження. Саме в Нью-Йорку Альда продовжила свою кар'єру, щоб отримати визнання в таких відомих операх, як Марта, Манон Леско, Отелло, Фауст, Мефістофель і Богема. Вона почала записуватись для Victor Talking Machine Company в 1908 році, і кілька її записів стали бестселерами. Вона зіграла головні ролі в «Мадлен» Віктора Герберта та «Ніч Клеопатри» Генрі Хедлі, а також Роксану у «Сірано» Вальтера Дамроша. Вона також регулярно співала з Енріко Карузо.
У 1927 році Альда після туру по Австралії та Новій Зеландії, в інтерв'ю вона сказала що ненавидить Австралію. Наступного року вони з Гатті-Казацца розлучилися. У 1929 році вона продовжувала давати концерти, вести радіопередачі та з'являтися у водевілях. Автобіографія Альди, яка вийшла в 1937 році мала назву «Чоловіки, жінки та тенори» .
14 квітня 1941 року в Чарльстоні, Південна Кароліна, вона вийшла заміж за рекламного менеджера Манхеттена Рея Вір Дена; він був на десять років молодший за неї.

Вона вийшла на пенсію на Лонг-Айленді і багато часу проводила в подорожах. У віці 73 років співачка померла від інсульту 18 вересня 1952 року у Венеції, Італія,
Похована артистка на цвинтарі єпископальної церкви Всіх Святих у Грейт-Нек, Лонг-Айленд.